# Hipopòtam nan de Creta
L'hipopòtam nan de Creta (Hippopotamus creutzburgi) és una espècie extinta d'hipopotàmid que visqué a l'illa de Creta. Hi arribà després de la crisi de salinitat del Messinià i hi visqué fins al Plistocè.
Se n'han descrit dues subespècies: Hippopotamus creutzburgi creutzburgi i Hippopotamus creutzburgi parvus, aquesta última més petita.
Els ossos d'hipopòtam nan de Creta foren descoberts per Dorothea Bate a l'altiplà de Katharó, a l'est de Creta, a la dècada del 1920.
Una espècie similar, l'hipopòtam nan de Xipre (Hippopotamus minor), visqué a l'illa de Xipre fins a l'Holocè. Era més petita que qualsevol de les dues subespècies d'hipopòtam nan de Creta.